# Le Combat des reines

Le Combat des reines est un téléfilm suisse réalisé par Pierre-Antoine Hiroz et diffusé en 1996.

## Synopsis
Une femme défie son adversaire sur un combat de vaches[Quoi ?].

## Fiche technique
- Réalisation : Pierre-Antoine Hiroz
- Scénario : Catherine Hertault et Pierre-Antoine Hiroz
- Pays : Suisse, France, Allemagne et Royaume-Uni
- Durée : 86 min

## Distribution
- Pascale Rocard : Julie
- Jean-Marc Bory : Prospère
- Daniel Prévost : Gustave
- Patrick Fierry : Jean-Louis
- Christian Charmetant : Hervé
- Roger Jendly : le curé
- Germaine Tournier : Marthe
- Teco Celio : Max
- Mercédès Brawand : Fernande
- Alix De Konopka : Lucette
- Adrien Nicati : Germain
- Vincent Marquis : Vincent
- Jacques Michel : le commissaire priseur
- Adrien Hertault : enfant Lucette
- Alexandre Hertault : enfant Lucette
- Willy Bourgeois : le vétérinaire
- M. Ribordy : le président